# معدن نقره اینای

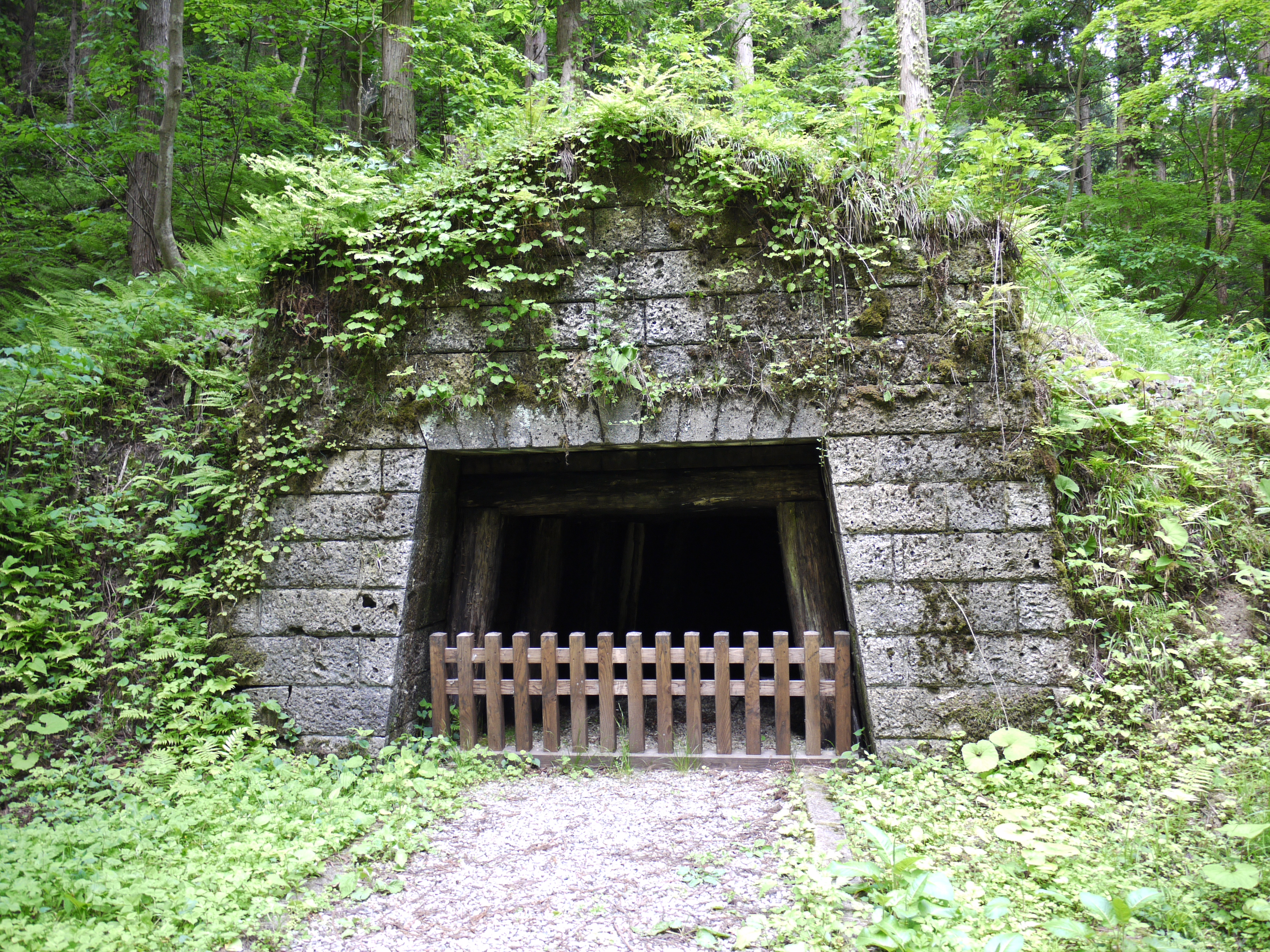
معدن نقره اینای

معدن نقره اینای (به ژاپنی: 院内銀山 いんないぎんざん)، یک معدن‌کاری در ناحیه اوگاچی، آکیتا در استان آکیتا (امروزه یوزاوا، آکیتا) بود. این معدن به عنوان «بزرگ‌ترین معدن نقره در شرق» مورد ستایش قرار گرفته و بارها بالاترین میزان تولید سالانه را در ژاپن ثبت کرده است.